# Тафрина золотистая
Тафри́на золоти́стая (лат. Taphrina populina) — вид грибов рода тафрина (Taphrina) отдела аскомицеты (Ascomycota), паразит тополя (Populus). Вызывает деформацию листьев (пузырчатку).

## Название и таксономия
Русское название ‘тафрина золотистая’ — эквивалент научного латинского названия Taphrina aurea. Это название, часто встречающееся в литературе, впервые было использовано Э. М. Фрисом в 1815 году в работе Observationes mycologicae. Но в 1832 году в Systema mycologicum Фрис использовал название Taphrina populina. Согласно Международному кодексу ботанической номенклатуры, работа Фриса 1832 года имеет приоритет перед более ранними, поэтому предпочтительным является название Taphrina populina (Fr.) Fr. 1832.
Taphrina populina является типовым видом рода Тафрина (Taphrina Fr. 1815).

## Описание
Описание вызываемых повреждений растения см. в разделе Пузырчатка листьев тополя.
Мицелий межклеточный, однолетний.
Сумчатый слой («гимений») имеет вид золотисто-жёлтого мучнистого налёта на нижней вогнутой поверхности деформированных листьев.
Аски размерами 50—88×18—27 или 50—98×15—25 мкм, различной формы, чаще всего цилиндрические или булавовидные со закруглённой верхушкой и утончённые в основании. Форма базальных клеток (см. в статье Тафрина) также изменчива, чаще всего они почти треугольные, округлые или крыловидные, выполняют функцию корневидного придатка, вклиниваясь в ткань эпидермиса растения. Размеры базальных клеток 4—27×8—17 мкм, септа между аском и базальной клеткой иногда отсутствует.
Аскоспоры округлые, размерами 4—6,5×4,5—5 мкм или шаровидные, диаметром около 4 мкм, после формирования быстро начинают почковаться. Бластоспоры округлые или продолговатые, размерами 2—3×1,5—2,5 мкм, иногда встречаются палочковидные 2×1 мкм.

## Распространение и хозяева
Тафрина золотистая поражает различные виды тополя (Populus), типовой хозяин — Тополь чёрный (Populus nigra). Встречается также на тополе бальзамическом (Populus balsamifera), осине (Populus tremula), на Дальнем Востоке — на тополе корейском (Populus koreana) и тополе Максимовича (Populus maximowiczii). Известно сообщение 1972 года о нахождении тафрины золотистой на чозении, но оно является ошибочным и относится к ржавчинному грибу.
Гриб имеет космополитическое распространение. В Европе он встречается на Британских островах, в северных, центральных и восточных регионах; в Азии — в Закавказье, Западной Сибири, Центральной Азии, на Индостане, островах Юго-Восточной Азии, Дальнем Востоке. В Африке известен в ЮАР.

## Пузырчатка листьев тополя
Болезнь начинается в первой половине лета появлением на листьях округлых пузыревидных вздутий размерами 5—10 мм, которые могут сливаться и занимать значительную часть поверхности. Сверху вздутия зеленовато-жёлтого цвета, нижняя поверхность покрыта золотистым налётом. Ткани листа постепенно отмирают и поражённые участки становятся коричневыми.
Болезнь чаще всего встречается в парках, городских насаждениях, её развитию способствует тёплая и влажная погода. В неблагоприятные годы болезнь может приводить к снижению декоративности насаждений.